# لید (داکوتای جنوبی)
لید(به انگلیسی: Lead) شهری در ایالت داکوتای جنوبی کشور ایالات متحده آمریکا است که جمعیت آن در سرشماری سال ۲۰۱۰ میلادی، ۳٬۱۲۴ نفر بوده‌است.